# 严明勇
严明勇（1985年3月24日—），上海人，中国男子競技體操運動員，強項是吊環。

## 簡歷
2009年10月，嚴明勇首次參加世界體操錦標賽，奪得男子吊環金牌。
2010年10月，世界體操錦標賽，奪男子團體金牌、吊環銀牌。
2010年11月，严明勇代表中国出戰廣州亞運會，參加體操比賽的男子鞍马、吊环及男子团体三個項目，奪得一金二銀。
2011年10月，严明勇代表中国出戰東京舉行的世界競技體操錦標賽，奪得团体賽金牌。